# Слободка (Черновицкий район)
Слободка (укр. Слобідка) — село в Глыбокской поселковой общине Черновицкого района Черновицкой области Украины.
Население по переписи 2001 года составляло 463 человека. Почтовый индекс — 60449. Телефонный код — 3734. Код КОАТУУ — 7321081802.

## История
В 1946 году Указом ПВС УССР село Слободзея переименовано в Слободку.
До 2020 года входило в Глыбокский район